# Weißschildiger Braunwurzschaber

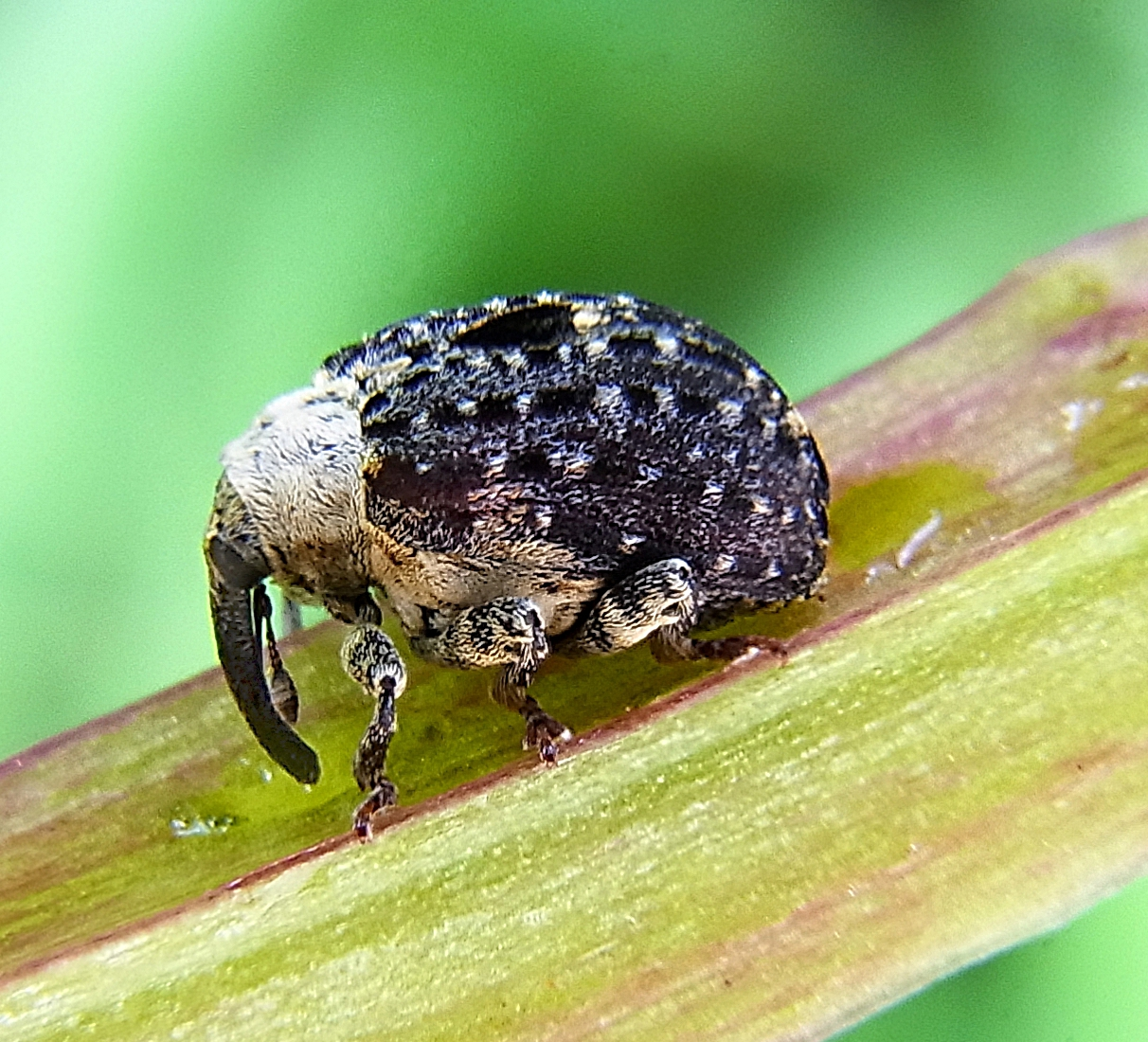
Abb. 1: Seitenansicht

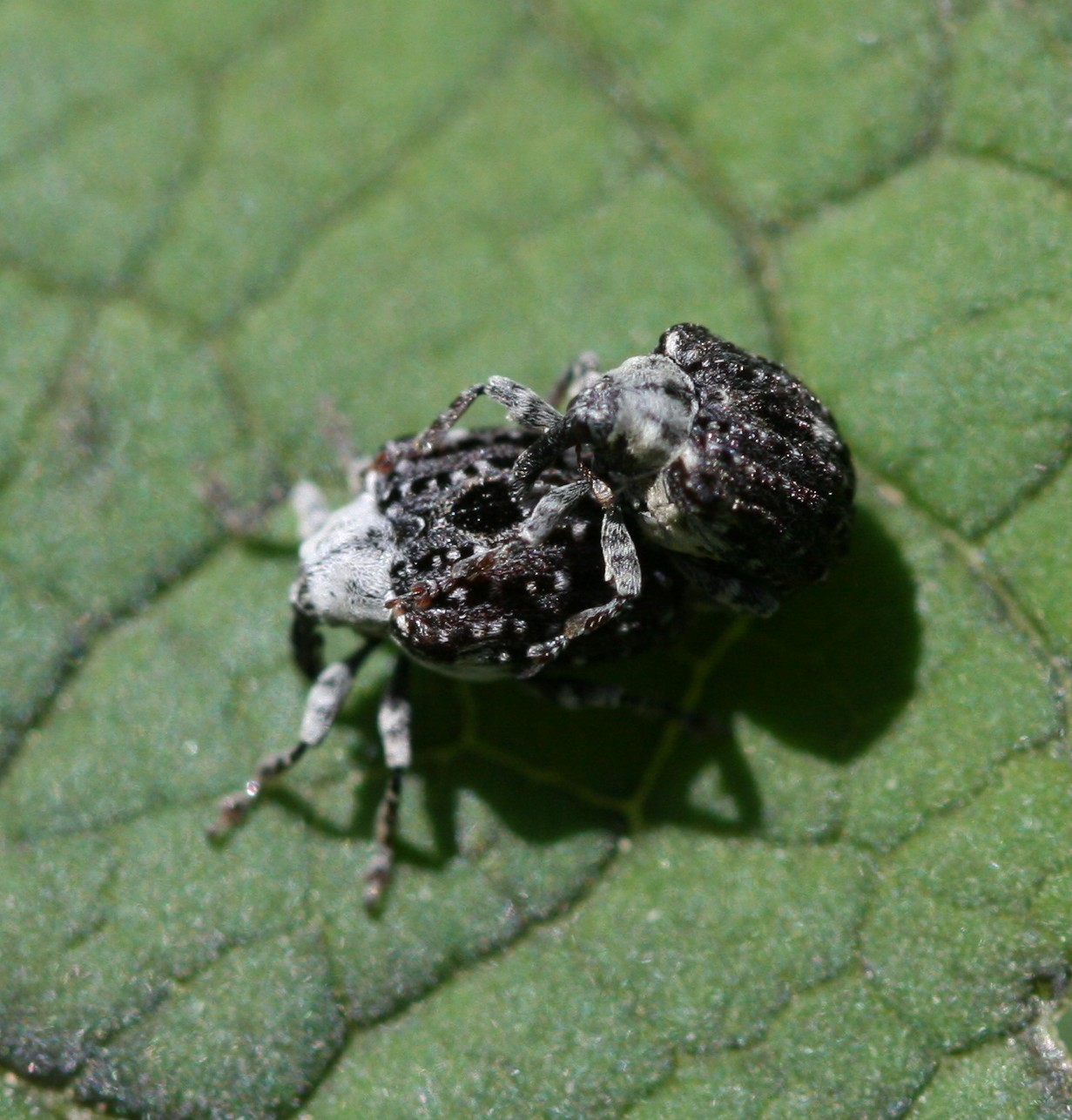
Abb. 2: Paarung

Der Weißschildige Braunwurzschaber (Cionus scrophulariae) ist ein Käfer aus der Familie der Rüsselkäfer und der Unterfamilie Curculioninae. Die Gattung Cionus ist in Europa mit 39 Arten vertreten. Diese sehen sich teilweise so ähnlich, dass sie nur durch Genitaluntersuchungen sicher unterschieden werden können.
Der Gattungsname Cionus ist von altgr. κίων kíon, kíonos für „Säule“ abgeleitet und bezieht sich auf den runden Rüssel.
Der Artname scrophulariae besagt, dass die Art auf der Pflanzengattung Scrophularia (Braunwurz) gefunden wird. Es gibt jedoch weitere Arten der Gattung Cionus, die sich auf Scrophularia entwickeln.
Der Name „Braunwurzschaber“ drückt aus, dass die Larve während eines bestimmten Entwicklungsabschnitts die Blattunterseite der Braunwurz abschabt. Das Wort „Weißschildig“ erklärt sich dadurch, dass der schwarze Nahtfleck auf den Flügeldecken hinten schildförmig weißlich begrenzt ist. Im Internet wird für Cionus scrophulariae häufig nur der Name „Braunwurzschaber“ ohne Zusatz benutzt. Dies verschleiert die Tatsache, dass es mehrere Arten Braunwurzschaber gibt.
Der Weißschildige Braunwurzschaber ist in Europa weit verbreitet, in Deutschland gilt er als selten.

## Merkmale des Käfers
Der rundliche Käfer wird 4,5 bis fünf Millimeter lang und ist damit größer als der ähnliche Cionus tuberculosus. Er ist mit verschieden gefärbten Schuppenhaaren bedeckt, die auf den Flügeldecken ein Gittermuster bilden. Die Verwechslungsgefahr ist groß (Bild Weblinks 2.)
Der Rüssel ist lang, relativ dünn, rund und leicht nach unten gekrümmt. Die Fühler sind wie bei fast allen Rüsselkäfern gekniet und entspringen im vorderen Drittel des Rüssels. Das Schaftglied des Fühlers kann in die Fühlergrube eingelegt werden. Diese entspringt auf der Rüsselseite und läuft geradlinig abwärts auf den Unterrand der Augen zu. Auf das lange Schaftglied folgt eine fünfgliedrige Fühlergeißel, dessen erste beiden Glieder länglich, die folgenden kurz sind. An die Geißel schließt sich die geringelte, längliche und zugespitzte Keule aus vier Gliedern an. Die Augen nähern sich auf der Stirn einander, die Stirn ist zwischen den Augen deutlich schmaler als der Rüssel.
Der dicht weiß oder weißlichgelb behaarte Halsschild ist vorn schmal und hinter dem Vorderrand stehkragenartig abgesetzt. Er ist gewölbt und deutlich schmaler als die Flügeldecken gemeinsam. Ein schwarzer länglicher Fleck auf der Mittellinie des Halsschilds erreicht dessen Vorderrand nicht. Bei Cionus tuberculosus dagegen ist eine dunkle, breite, durchgehende Mittellinie vorhanden.
Von oben ist zwischen Halsschild und Flügeldecken kein Teil (keine Epimeren) der Mittelbrust sichtbar. Die Hinterbrust ist nicht nur teilweise, sondern vollständig hell behaart.
Die Flügeldecken sind wenig länger als zusammen breit und anders als bei Cionus tuberculosus nur mäßig gewölbt. Sie erscheinen durch die dichte und anliegende Behaarung schwarzweiß gefleckt. Die Art der Fleckung grenzt den Weißschildigen Braunwurzschaber gegen ähnliche Arten ab (Bild Weblinks 1). Auf der Flügeldeckennaht sitzt vor der Mitte ein auffallender samtschwarzer Fleck (Suturalmakel), der nach hinten durch einen weißen bis gelblichen Fleck abgestutzt wird. Ein zweiter kleinerer schwarzer Nahtfleck am Ende der Flügeldecken wird nach vorn durch einen weißen bis gelblichen Schuppenfleck begrenzt. Die Flügeldecken sind durch Punktreihen in Längsstreifen aufgeteilt. Die Punktreihen sind nur bei abgeschabten Haaren deutlich zu erkennen, die Streifen werden durch die Zwischenräume der Punktreihen definiert. Der erste Zwischenraum (an der Flügeldeckennaht) verläuft bogenförmig um den vorderen Nahtfleck und ist davor und dahinter schwarzweiß gegittert. Der dritte, fünfte, siebte und neunte Zwischenraum ist etwas erhöht und ebenfalls schwarz mit weißen Gitterpunkten. Der zweite, vierte, sechste und achte Zwischenraum ist einheitlich schwärzlich grau behaart und flacher als die ungeraden Zwischenräume.
Der Hinterleib ist unterseits überwiegend fein schwarz behaart, die hinteren Sternite tragen helle Haarflecken (Bild Weblinks 5). Der Hinterrand des zweiten bis vierten Sternits ist an der Seite nach hinten gezogen.
Die Vorderhüften berühren sich. Die Schenkel sind mäßig keulenförmig und tragen vor der Spitze einen Zahn. Die geraden Schienen sind unbewehrt. Die an der Basis verwachsenen Klauen sind beim Männchen deutlich ungleich lang, beim Weibchen ist der Unterschied weniger deutlich.

## Larve
Die Larven sind von einem Schleimmantel umgeben und gleichen deswegen Nacktschnecken (Bilder Weblinks 3 und 4). Die Kopfkapsel misst quer im ersten Larvenstadium 0,26–0,30 Millimeter, im zweiten 0,42–0,44 Millimeter, im dritten und letzten 0,70–0,74 Millimeter.

## Kokon
Die Kokons sind schwach transparente runde bräunliche Blasen, die ziemlich fest sind (Bild Weblinks 6). Sie sitzen im Blüten- beziehungsweise Fruchtstand meist an einem Fruchtstiel angeheftet und ähneln den Fruchtschalen. Der Kokon hat punktartige Öffnungen von 20 bis 60 Mikrometer Durchmesser mit nach außen ausgefransten Rändern. Diese Öffnungen liegen am unten und seitlich relativ dicht aber unregelmäßig zerstreut, am oberen Ende sind sie selten. Der Kokon selbst ist nicht wasserabstoßend aber wasserundurchlässig und die Ränder der Löcher verhindern das Eindringen von Wasser. Die Kokons haben eine Länge von 5,7 Millimeter mit einer Abweichung von 0,25 Millimeter und eine Dicke zwischen 4,16 und 4,84 Millimeter.

## Ei
Die blassgelb glänzenden Eier haben eine Länge von 0,85 Millimeter bei einer Abweichung von 0,05 Millimeter. Der Querdurchmesser beträgt bei gleicher Abweichung durchschnittlich 0,45 Millimeter.

## Biologie

### Ernährung
Die Larven leben auf verschiedenen Arten der Gattung Scrophularia (Braunwurzgewächse), ausnahmsweise auch auf Verbascum und dem eingeführten Sommerflieder, und werden deswegen als oligophag eingestuft. Sie fressen in verschiedenen Entwicklungsstadien verschiedene Pflanzenteile. Die Imagines fressen Blätter und Stängel der Wirtspflanze (Bild Weblinks 2).
Die Nahrungsaufnahme erfolgt bei Käfer und Larve tags und nachts, ist aber bei beiden nachts intensiver.

### Biotop
Der Käfer ist extrem feuchtigkeitsliebend. Entsprechend der Standorte der Wirtspflanzen kommt er in feuchten Wiesen, in Bach- und Flussauen, an feuchten Stellen im Innern und am Rand von Laubwäldern und am Ufer von Gräben und Bächen vor. Trotz dieser relativ hohen Spezialisierung konkurriert er mit mehreren eng verwandten Arten. Zeitpunkt und Pflanzenteil der Eiablage und der Verpuppung ist bei den Arten unterschiedlich.

### Entwicklung
Die Larven leben außer im ersten Larvenstadium frei auf den Wirtspflanzen. Sie sind mit Schleim bedeckt, um sich vor Fressfeinden zu schützen. Dieser Schleim wird im hinteren Teil des Mitteldarms produziert und durch den Darm ausgeschieden. Vor der Verpuppung wird die Produktion von Schleim auf eine Produktion von Chitinfäden umgestellt, aus denen der Puppen-Kokon hergestellt wird. Die Verpuppung findet nicht in der Erde statt, sondern die Larven heften den Kokon im Bereich des Blütenstands an die Wirtspflanze an. Die Puppe ist anfangs fast durchsichtig. Bei zu niedriger Luftfeuchtigkeit kann die Entwicklung nicht erfolgreich abgeschlossen werden.
Die folgenden Daten beziehen sich auf eine Untersuchung an der Wirtspflanze Scrophularia nodosa in Schleswig-Holstein. Die als Imago überwinterten Tiere erschienen erst im späten Frühjahr, Anfang Juni bis Mitte Juli. Sie führen einen Reifungsfraß von wenigen Tagen durch. Die Männchen werden von den Weibchen vermutlich durch Pheromone angelockt. Das Männchen tastet das Weibchen mit den Fühlern ab. Dann steigt es auf die Flügeldecken des Weibchens. Ist das Weibchen noch nicht paarungsbereit, schüttelt es heftig den Hinterleib, bis das Männchen ablässt. Lässt das Weibchen die Paarung zu (Abb. 2), kann die Kopulation bis zu dreißig Minuten dauern. Bald darauf beginnt das Weibchen mit der Eiablage, die ausschließlich in sich entwickelnde Blütenknospen erfolgt. Dazu nagt das Weibchen ein längliches Loch so tief, wie es der Rüssel erlaubt. Dabei wird ein Teil des Fruchtknotens entfernt. Danach dreht sich das Weibchen und legt vier bis neun gelbliche Eier in ein kurz zuvor hergestelltes Loch. Danach wird das Loch mit einem Sekret, Kot, oder einer Mischung davon verschlossen. Der Verschluss ist anfangs weich und durchsichtig, dann wird er innerhalb eines Tages hart und färbt sich dunkelgrün oder braun. Für den gesamten Vorgang benötigt das Weibchen zwei bis drei Stunden. Pro Knospe erfolgt gewöhnlich nur eine Eiablage. Aus dem Ei schlüpften im Labor bei 20 °C nach sechs bis acht Tagen die Larven.
Das erste Larvenstadium ernährt sich im Innern der Knospe. Es dauerte im Laborversuch bei 20 °C vier bis sechs Tage. Später nagt sich die Larve nach außen und frisst außen auf dem Kelchblatt sitzend weiter. Anfangs wird nur die Oberfläche der Blattunterseite abgeschabt, wobei die Blattadern ausgespart werden. Das zweite Larvenstadium dauerte im Laborversuch nur zwei bis vier Tage. Im dritten Larvenstadium werden auch Adern und Mittelrippen von Blättern, Blüten, junge Früchte und der Stiel benagt. Larven, die Knospen und die Samenstände benagen, ändern ihre Farbe nach rötlich-braun oder purpurn. Sie fressen große Löcher in die Blattspreite und zerstören nahezu alle Früchte der befallenen Pflanze. Einige befallene Pflanzen bilden später neue Früchte, die jedoch nur wenig Samen enthalten.
Das dritte Larvenstadium dauerte bei 20 °C vier bis zehn Tage. Reife Larven des dritten Stadiums sammeln sich in den oberen Pflanzenteilen. Sie verlieren ihre Schleimhülle, sodass erstmals die einzelnen Körpersegmente erkennbar werden. Sie beginnen damit, den Kokon herzustellen. Bis zu 35 Kokons wurden im Blütenstand einer Pflanze gefunden. Die Puppe ruht kopfunter im Kokon. Die Imago schlüpfte im Labor nach neun bis dreizehn Tagen. Die ausgehärteten Imagines beißen mit den Mandibeln eine kreisrunde Öffnung am unteren Ende des Kokons, wobei sie möglicherweise durch chitinlösende Enzyme unterstützt werden. Der Deckel springt ab und die Imago schlüpft. Die frisch geschlüpften Imagines findet man ab Mitte Juli bis Mitte August. Für die Entwicklung brauchte die Larve folglich im Labor fünf Wochen, für freilebende Tiere werden etwa 6 Wochen angegeben. Die Anzahl frisch geschlüpfter Tiere zeigte im Juli ein deutliches Maximum. Anfang Juli angetroffene Käfer können die letzten überwinterten oder die ersten frisch geschlüpften Imagines sein.

### Migrationsverhalten
Bei einer Untersuchung zum Migrationsverhalten wurde bei fünfzig markierten Tieren zwei Tiere nach einer Woche in 100 Meter Entfernung gefunden, ein Tier hatte sich nach vier Wochen 300 Meter entfernt. Obwohl die Tiere fliegen können, ist die Ausbreitungstendenz gering. Auch bei dichtem Befall einer Pflanze werden in der Nähe stehende Pflanzen nicht befallen.

### Natürliche Feinde
Larven werden von dem gesellig lebenden Hautflügler Entedon zanara heftig angegriffen. Außerdem wurde beobachtet, dass die in den Kokons befindlichen Puppen von der polyphagen Schlupfwespe Scambus buolianae attackiert wurde.

## Verbreitung
Die Art ist in großen Teilen Europas verbreitet. In Skandinavien ist sie nur aus Norwegen gemeldet. Aus Portugal, den Beneluxstaaten und einigen osteuropäischen Staaten liegen keine Daten vor. Außerdem ist sie im Nahen Osten und in Asien vertreten. Nach Nordamerika wurde die Art eingeschleppt und ist in Ausbreitung begriffen.

## Gefährdung
Die Art wird in Deutschland auf der Vorwarnliste der Roten Liste geführt.